# Municipio de Fray Bartolome de las Casas
Municipio de Fray Bartolome de las Casas är en kommun i Guatemala.   Den ligger i departementet Departamento de Alta Verapaz, i den centrala delen av landet, 160 km nordost om huvudstaden Guatemala City.